# Cathédrale Saint-Pierre de Banfora
Cette  cathédrale n’est pas la seule cathédrale Saint-Pierre.
La cathédrale Saint-Pierre est une cathédrale catholique située Banfora au Burkina Faso. Elle est le siège du diocèse de Banfora.